# Dolors Genovès i Morales
Maria Dolors Genovès i Morales (Barcelona, 17 de setembre de 1954 - 5 de juliol de 2022) va ser una periodista i historiadora catalana que va residir a Premià de Dalt des de la dècada del 1980.

## Biografia
Es llicencià en Ciències de la Informació i Filosofia i Lletres i a la Universitat Autònoma de Barcelona i en Filologia Catalana a la Universitat de Barcelona. Va formar part de Televisió de Catalunya (TVC) des dels seus inicis, el 1984, on esdevingué directora de documentals històrics el 1992 i hi va treballar fins que es va jubilar, el 2015.
Els seus documentals a TVC van destacar per no defugir temes polèmics, com l'assassinat d'Andreu Nin (Operació Nikolai, 1992), pel qual va rebre el Premi Ajoblanco a l'Audàcia', el 1993, o l'afusellament de Manuel Carrasco i Formiguera a Sumaríssim 477, que va provocar accions legals dels descendents de Carles Trias i que acabaren amb una sentència favorable del Tribunal Constitucional d'Espanya. També va dirigir Adéu Espanya? del 2010, que continuaria el 2013 amb Hola Europa!.
Es va doctorar en Humanitats i Comunicació per la Universitat Ramon Llull, també fou professora de l'assignatura Documental de Creació, directora dels treballs de final de grau a la facultat de Comunicació Blanquerna i membre del consell de redacció de la revista Trípodos del mateix centre universitari.

## Reconeixements
Va obtenir alguns premis, com el Primer Premi Cinema-Rescat a la millor utilització d'imatges d'arxiu per a Chomón, Barcelona, el 2002, i el Premi a la millor producció per a Roig i negre en el Primer Festival Internacional Memorimage de Reus (2006).
El 2019 fou premiada amb el Premi a la Trajectòria Professional, en el marc dels Premis de Comunicació No Sexista que concedeix l'Associació de Dones Periodistes de Catalunya (ADPC).

## Obres

### Llibres
- Les Barcelones de Porcioles. Edicions Proa. Barcelona, 2005[6]

### Documentals
- Dalí (TVC, 1985)
- In memoriam (TVC, 1986)[5]
- Operació Nikolai (TVC, 1992)[4]
- 1968 (TVC,1993)[5]
- L'or de Moscou (TVC, 1994)[9]
- Sumaríssim 477 (TVC, 1994)[4]
- 4 dies de novembre (TVC, 1995)[5]
- Després del diluvi (TVC, 1995)[5]
- Cambó (TVC, 1996)[5]
- Cuba, siempre fidelísima (TVC, 1998)[5]
- Sapientíssims (TVC, 2000)[5]
- Chomón (TVC, 2001)[6]
- Joan March, els negocis de la guerra (TVC, 2003)[5]
- Els viatges de Mona Lisa (La Productora/TVC, 2003)[5]
- Abecedari Porcioles (TVC, 2004)[5]
- Roig i Negre (TVC, 2006)[6]
- Entre el jou i l'espasa (TVC, 2007)[5]
- Topografia de la memòria (TVC/La Productora, 2008)[5]
- Adéu, Espanya? (TVC/Brutal Media 2010)[4]
- Hola, Europa! (TVC/Brutal Media 2013)[4]
- Déu, amb accent (2014)[10]